# 창원 제말 묘
창원 제말 묘(昌原 諸沫 墓)는 대한민국 경상남도 창원시 마산합포구진동면 다구리에 있는 조선 중기의 의병장인 가계 제말(?∼1593) 장군의 묘소이다.
1996년 3월 11일 경상남도의 문화재자료 제226호 제말장군의묘로 지정되었다가, 현재의 명칭으로 변경되었다.

## 개요
조선 중기의 의병장인 가계 제말(?∼1593) 장군의 묘소이다.
선조 25년(1592)에 임진왜란이 일어나자 의병을 일으켜 웅천·김해·문경 등에서 대승을 거둬 선조 26년(1593) 성주 목사가 되었다. 그러나 성주 전투에서 왜적을 토벌하다 그 해에 전사하였다. 장군은 날아다니듯 빠르다 하여 비(飛) 장군이라 불리었으며, 왜적도 장군을 두려워하여 싸우기를 피했다고 한다.
정조 16년(1792) 나라에서는 그의 관직을 병조판서로 높여 주었으며, 그의 조카 홍록과 함께 나라에 충성하였다 하여 이조판서 서유린에게 명하여 쌍충비문을 짓게 한 후 성주와 진주에 쌍충각을 세웠다.
현재 묘역에는 묘 앞에 묘비가 세워져 있으며, 성주 충절사와 고성 운곡서원에서 제사를 올리고 있다.

## 같이 보기
- 성주 쌍충사적비 - 경상북도 유형문화재 제61호

## 참고 문헌
- 창원 제말 묘 - 국가유산청 국가유산포털